# Реалізація Маніфесту про триденну панщину

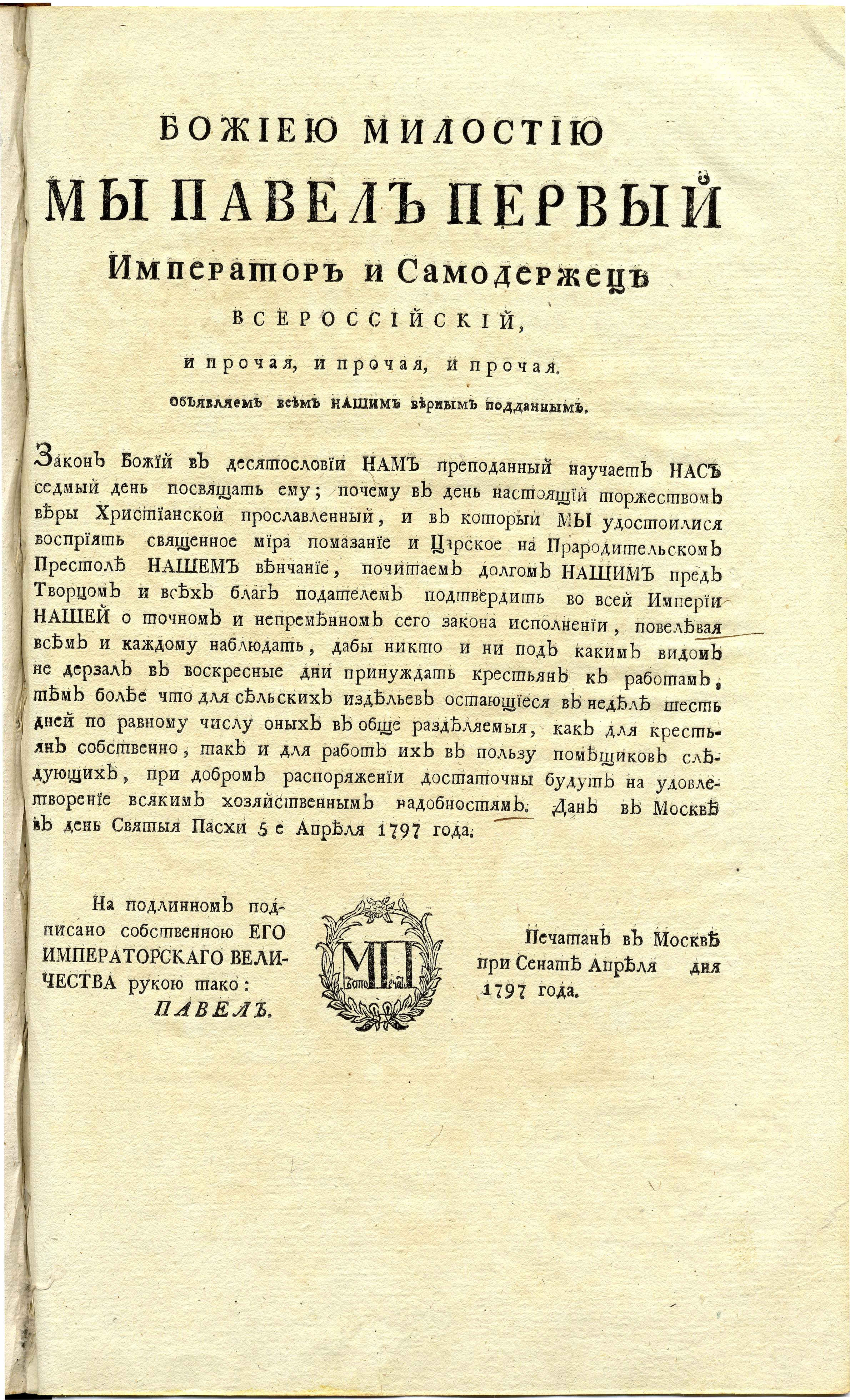
Маніфест про триденну панщину

Реалізація Маніфесту про триденну панщину (1797-1861 рр.) — процес практичного здійснення та втілення в життя правових приписів і норм, викладених у тексті Маніфесту імператора Павла I від 5 (16) квітня 1797 року. Цей процес охоплював період з моменту видання Маніфесту про триденну панщину до скасування кріпосного права.
Процес реалізації Маніфесту не досяг поставлених цілей і закінчився майже повним провалом в силу ряду об'єктивних причин, ключові з яких:
- неоднозначна і суперечлива редакція цього закону (вона створювала можливості для різних тлумачень його змісту);
- відсутність ефективних механізмів контролю над процесом реалізації;
- бойкотування норм Маніфесту дворянсько-поміщицькими колами;
- відсутність ефективного «зворотного зв'язку» між кріпосним селянством і владою (більшість селянських чолобитних не мали перспектив);
- нерішучість самодержавства (Романови боялися порушувати дворянські привілеї, побоюючись краху власної влади).

В рамках процесу реалізації Маніфесту, з початку XIX століття високопоставленими чиновниками було зроблено кілька спроб його «реанімації», тобто офіційного підтвердження (В. П. Кочубей, М. М. Сперанський, М. А. Корф, Д. В. Голіцин). Але всі вони закінчувалися безрезультатно аж до початку 1850-х рр .. , коли Маніфест, нарешті, був підтверджений циркуляром міністра внутрішніх справ Д. Р. Бібікова від 24 жовтня 1853 року.
У другій чверті XIX століття ключові ідеї Маніфесту були використані при реалізації реформаторських починань в Молдавії і Валахії (реформи П. Д. Кисельова, 1833 р.), Царстві Польському (інвентарна реформа В. Ф. Паскевича, 1846 р.) і Правобережної України (інвентарна реформа Д. Р. Бібікова, 1847—1848 рр.)

## Реалізація Маніфесту в роки царювання Павла I

### Оголошення. Проблема тлумачення сенатського

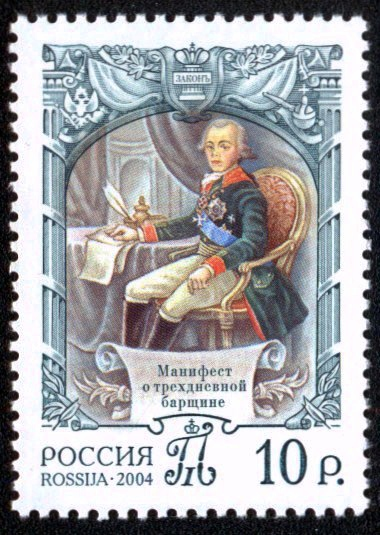
Російська поштова марка «Павло I підписує Маніфест про триденну панщину», випущена в 2004 році (до 250-річчя з дня народження імператора)

Маніфест про триденну панщину був офіційно підписаний і оголошений в день коронації Павла I і Марії Федорівни в Москві в неділю 5 (16) квітня 1797 року в Грановитій палаті Московського Кремля. Після оголошення, Маніфест був направлений в Урядовий сенат, де 6 (17) квітня його заслухали та прийняли заходи до опублікування. Віддрукований текст Маніфесту та супровідний сенатський указ (роз'яснювальний сенс цього закону) розіслали у всі центральні і регіональні органи влади. Губернські і намісницькі адміністрації, в свою чергу, направили їх в людні місця «для оголошення, як поміщиків, так і всенародно». Всього, за даними М. В. Клочкова, по країні було розіслано не менше 15 тисяч примірників.
В ході процесу проголошення Маніфесту про триденну панщину виявилися розбіжності у трактуванні його положень різними владними структурами. Текст імператорського Маніфесту містив дві норми: 1) заборона примушувати селян до робіт у вихідні дні; 2) поділ решти шести днів тижня порівну між роботами селянина на поміщика і на себе, тобто триденна панщина. Але, у супровідному указі сенату від 6 (17) квітня, який витлумачував зміст Маніфесту, фігурувала лише одна норма. Цей сенатський указ, розісланий разом з павловським Маніфестом, трактував Маніфест як закон про заборону примушувати селян до робіт у вихідні дні, взагалі не згадуючи про ідею триденної панщини: «Урядовий Сенат, вислухавши Найвищий Його Імператорської Величності Маніфест, який відбувся в квітні в 5-й день, за власноручним Його Величності підписанням, щоб поміщики не примушували своїх селян до робіт по недільних днях. Наказали: "се Найвищий Його Імператорської Величності Маніфест розіслати для оголошення поміщикам, так і всенародно [...]».